# Impatiens haingosonii
Impatiens haingosonii är en balsaminväxtart som beskrevs av Fischer och Raheliv. Impatiens haingosonii ingår i släktet balsaminer, och familjen balsaminväxter. Inga underarter finns listade i Catalogue of Life.